# Tranvia Milano-Monza
La tranvia Milano-Monza era una linea della rete tranviaria interurbana di Milano che consentì il collegamento con Monza tra il 1876 e il 1966. Inizialmente a trazione ippica, fu elettrificata a partire dal 1900.

## Storia

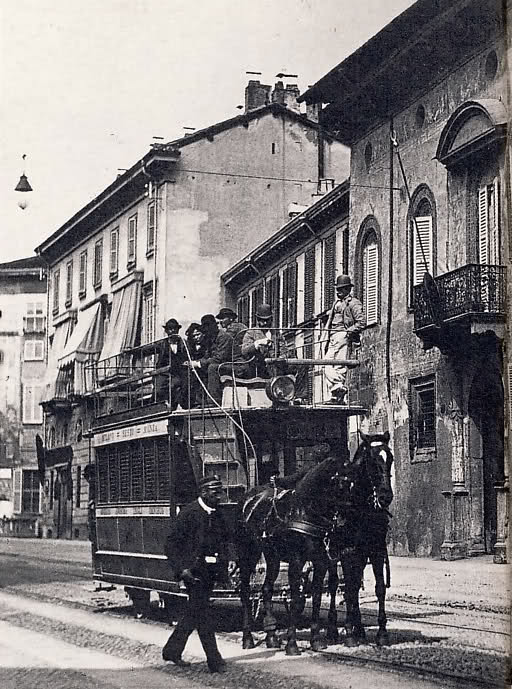
L'ippovia

Il 26 gennaio 1871 il consiglio provinciale di Milano accordò al cavalier Angelo Luè la concessione per la costruzione e l'esercizio di una strada ferrata, trainata da cavalli, tra Monza e il capoluogo. In quel periodo, la distinzione di termini tra tranvia e ferrovia non era stata codificata a livello legislativo, per cui il progetto di Luè fu considerato alla stregua di una linea ferroviaria qualsiasi, da sottoporsi quindi alle strette normative del tempo come la Legge 8 luglio 1860, n. 4241, e la Legge 20 marzo 1865, n. 2248.
La presenza della ferrovia Milano-Monza, esercita dalla Società per le Ferrovie dell'Alta Italia (SFAI), permise a questa società ferroviaria di opporsi alla costruzione di una linea concorrente, sebbene posta sopra su una strada ordinaria già esistente. Solo grazie alla sentenza del Consiglio di Stato del 3 giugno 1874, che sancì il concetto che le tranvie a cavalli o "ippovie" non dovevano essere comprese nell'insieme delle strade ferrate contemplate dall'articolo 5 della Legge 2248/1865, fu possibile riprendere la procedura relativa alla concessione di Luè.
Tuttavia, costui non presentò le garanzie necessarie all'avvio dei lavori, per cui la Deputazione provinciale si sentì liberata dai vincoli giuridici della concessione e avviò le trattative con la Società Anonima degli Omnibus (SAO), che gestiva il trasporto omnibus della città capoluogo. La SAO ripresentò quindi la domanda per la Milano-Monza, ottenendone la concessione il 15 febbraio 1876.
La SFAI, analogamente a quanto compiuto con l'iniziativa di Luè, si rivolse al Consiglio di Stato per impugnare la decisione del consiglio provinciale. L'iniziativa della società ferroviaria ottenne in questo caso anche il sostegno della Società Anonima Ferrovie Milano–Saronno e Milano–Erba (FMSME), concessionaria della ferrovia Milano-Saronno, che si sentiva danneggiata da un'analoga decisione relativa ad un progetto di tranvia fra Milano e Saronno, e del Ministero dei trasporti, che contestava il diritto di un ente morale provinciale a deliberare concessioni su "ippovie" e "trenovie", queste ultime con trazione a vapore.
Il 5 luglio 1876, il Consiglio di Stato rigettò l'istanza, accettando l'interpretazione presentata dalla Deputazione provinciale, secondo la quale l'impedimento legislativo per le tranvie parallele alle linee ferroviarie si verificava solamente nel caso le prime avessero sede propria. La questione non avrebbe dunque riguardato né la tranvia per Monza, né quella per Saronno, dato che le rispettive concessioni erano relativa a ippovie i cui binari erano posati su sede stradale.
Ottenuto il via libera, la tranvia Milano-Monza fu inaugurata dalla SAO tre giorni dopo la sentenza, dato che la sua costruzione era stata completata nelle settimane precedenti. Alla cerimonia fu presente il Principe Umberto di Savoia, il Presidente della SAO Emilio Osculati e i sindaci di Monza e Milano..

### L'esercizio SAO
Nel novembre del 1876, la SAO sperimentò la trazione a vapore sulla linea al fine di valutare la possibilità di sostituire il cavallo. Furono impiegate allo scopo tre locomotive Brown in alcune corse ordinarie, tuttavia per il particolare regime d'esercizio della linea tranviaria, ovvero con corse frequenti, a singola carrozza e su tracciato breve, la SAO decise di mantenere la trazione equina. Negli anni seguenti un confronto dei costi d'esercizio della tranvia Milano-Vaprio con quelli della Milano-Monza giustificò la presa di posizione della SAO a favore del cavallo.
Nel 1877, la Omnibus Tram Milano Monza fu quotata alla Borsa di Milano. Nel novembre dello stesso anno la SAO ottenne il prolungamento dei tracciati all'interno della cinta muraria di Milano, per cui il capolinea fu spostato da Porta Venezia a San Babila. A Monza un analogo provvedimento fu preso definitivamente nel 1883] dopo una breve parentesi nel 1880, quando il capolinea fu spostato da largo Giuseppe Mazzini a via Carlo Alberto.
Il servizio era espletato dalla SAO con corse a cadenza oraria e in seguito semioraria. Furono istituite anche "corse bis" per rinforzare il servizio sul tratto urbano.
Nel 1893, fu sperimentato per un breve periodo l'impiego di motrici con accumulatori, inizialmente a gelatina e di produzione Maschinenfabrik Oerlikon, in seguito a diaframma poroso della Gandini & Lodi. Si trattò di un tentativo della SAO di arginare l'avanzata della Edison che in quell'anno aveva ottenuto la concessione per la costruzione di una tranvia urbana a trazione elettrica. Sebbene la sperimentazione avesse comunque dimostrato la convenienza dell'esercizio con motrici ad accumulatori, la società esercente decise di mantenere anche in questo caso la trazione a cavalli.

### L'esercizio Edison e l'elettrificazione

Tram a due piani in viale Brianza, a Monza

Dopo aver perso la gestione delle tranvie urbane milanesi (1895), la Società Anonima degli Omnibus fu liquidata e il suo pacchetto di concessioni delle interurbane a trazione animale fu passato alla Edison che avviò un programma di elettrificazione delle stesse, tra cui la Milano-Monza. Nel 1897 il titolo Omnibus Tram Milano Monza fu cancellato dal listino.
Con Regio Decreto 4 marzo 1900, n. 446, fu dunque concessa alla Edison la costruzione della tranvia elettrica fra Milano e Monza che fu aperta all'esercizio il 31 dicembre dello stesso anno. La nuova tranvia si presentava con l'armamento rinnovato e con alcune innovazioni di percorso come il sovrappasso della ferrovia Milano-Chiasso e i prolungamenti presso il Duomo, a Milano, e presso il Regio Parco, a Monza. Negli anni seguenti furono raddoppiati alcuni tronchi come il Molinetto di Monza-Monza Largo Mazzini (1902) e il Milano Loreto-Molinetto di Greco.
A causa dell'aumento del traffico all'interno della circonvallazione milanese, nel 1911 il capolinea venne arretrato nuovamente a Porta Venezia: fu attivato un nuovo anello percorrente via Andrea Doria, via Settembrini e via Vittorio Veneto, mentre la stazione, di tipo passante, risultò ubicata lungo quest'ultima strada. I tram interurbani ottennero comunque la possibilità di giungere al capolinea di piazza Duomo al mattino e alla sera.
Nell'agosto 1913 fu aperta all'esercizio la tranvia Milano-Torretta-Cinisello e la sua diramazione Torretta–Sesto San Giovanni: quest'ultima consentì l'avvio di un servizio alternativo che collegava Monza agli stabilimenti Pirelli e Breda, rinforzando quindi la stessa Milano–Monza che per il tratto tra Sesto San Giovanni–Molinetto di Greco era a quel tempo a binario unico. Fu infatti solo nel 1919, al termine della prima guerra mondiale, che la Edison procedette al raddoppio tra Molinetto di Greco e il cavalcaferrovia di Cascina Novella; il doppio binario non poté essere posato sopra quest'ultima opera d'arte in quanto la sua larghezza era insufficiente allo scopo.

### La STEL e il potenziamento della linea

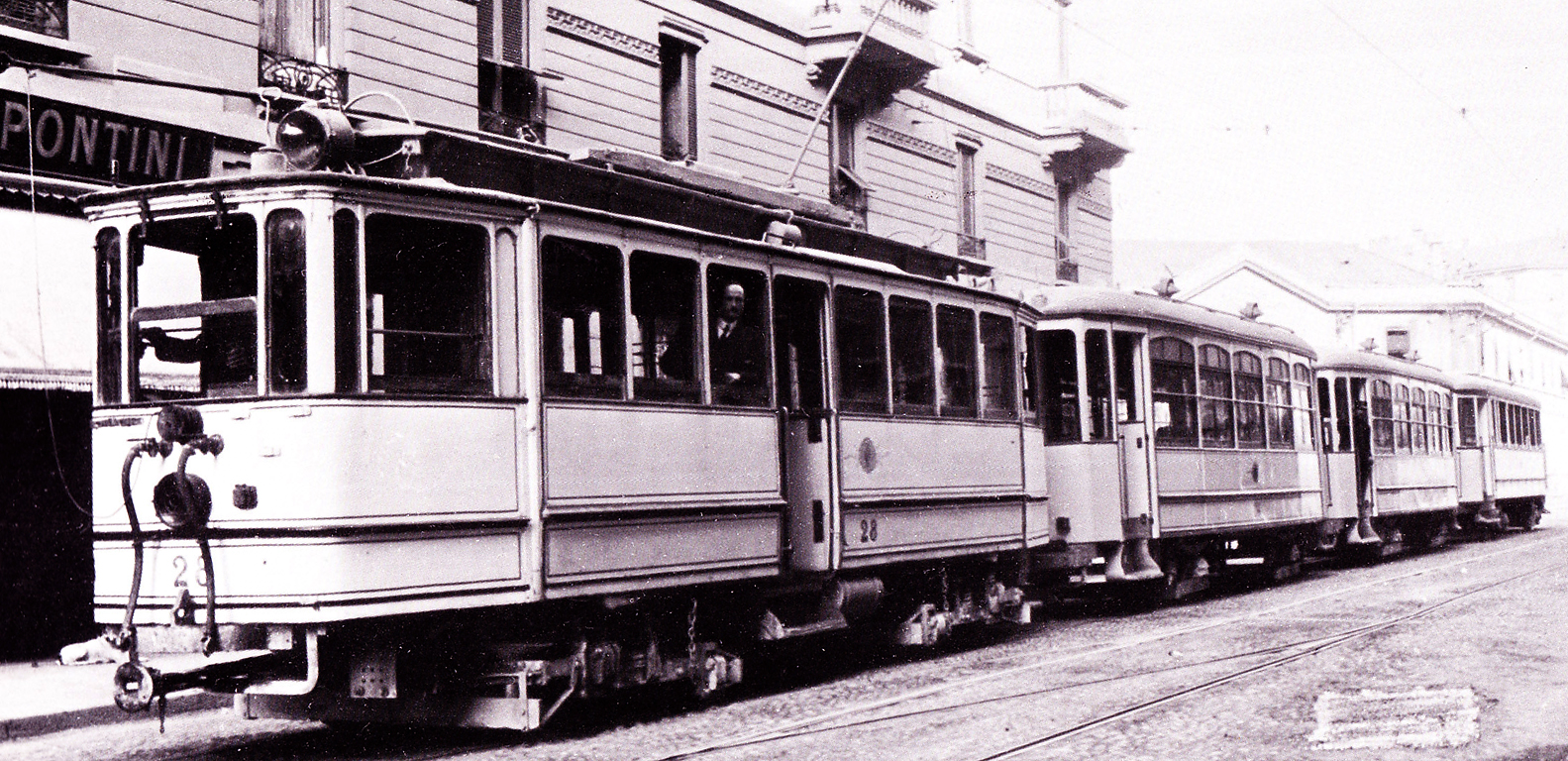
Milano tram STEL 28

Nel 1919, la STEL ottenne dalla Edison, sua capogruppo, l'esercizio delle sue interurbane e il passaggio fu poi confermato con Regio Decreto 30 dicembre 1919, n. 9835.
La nuova società dovette fronteggiare diversi ordini di problemi tra cui il volume di traffico superiore alle effettive capacità della linea, ancora a binario semplice per un buon tratto, e il mantenimento degli impegni intrapresi negli anni antecedenti dalla capogruppo con i comuni di Monza, Sesto San Giovanni e Milano.
Nel 1922 la STEL ottenne dalla provincia di Milano la proroga della concessione fino al 1941, esteso in seguito fino al 1951. Fu così possibile giustificare economicamente investimenti come il trasferimento la linea su marciatram, in affiancamento alle strade esistenti, e il raddoppio di binario su quasi tutto il percorso: l'operazione comportò lavori che durarono fino al 1926.
Nello stesso 1922 la società tranviaria stipulò con l'ente provinciale una nuova convenzione relativa ad una linea di rinforzo lungo il percorso Sesto San Giovanni-Cascina Beraggia-Cascina Robecco-Cascina Bovati (poi San Fruttuoso)-Monza, la quale fu inaugurata il 1º settembre dello stesso anno. A Monza, sempre nello stesso periodo, furono posati binari lungo la circonvallazione interna (via Manzoni e via Appiani) con lo scopo di rinforzare il percorso tranviario tra largo Giuseppe Mazzini e il capolinea del Regio Parco a seguito della richiesta del comune monzese di eliminare progressivamente l'uso delle motrici a due piani che limitavano il traffico veicolare privato.
Nel 1924, fu costruito il nuovo deposito di Monza Borgazzi e fu posato un tratto di binario fra Sesto Cascina Novella e la stazione di Sesto San Giovanni nei pressi dei cancelli del passaggio a livello dove la vecchia tranvia a trazione equina si incrociava con la ferrovia Milano-Chiasso. La nuova antenna nacque per essere impiegata per i servizi terminanti a Sesto, liberando la fermata di Sesto Rondò dalla sosta dei veicoli di questa direttrice. Nello stesso anno fu costruito il tronco Regio Parco-Vedano, con un anello terminale presso questa località, per l'istituzione di servizi specifici a servizio dell'autodromo e dell'ippodromo monzesi.
Fu così possibile articolare il servizio viaggiatori su diverse relazioni in grado di rispondere alle esigenze di mobilità delle zone servite dalla tranvia, come per esempio l'istituzione di corse dirette Milano-Monza, con instradamento lungo la Sesto-San Fruttuoso-Monza, e il servizio urbano monzese fra Regio Parco e Largo Molinetto.
L'offerta complessiva della STEL arrivò dunque ad articolarsi nel seguente modo:
- il servizio ordinario Milano-Monza;
- un servizio diretto tra le due città, senza fermate e passante per la diramazione Sesto-Cascine Bovati-Monza;
- il servizio urbano all'interno di Monza;
- un servizio vicinale Milano-Sesto Cancelli;
- un servizio vicinale Milano-Turro-Gorla;
- un servizio vicinale per la tratta Sesto-Cascine Bovati-Monza[24].

### Il passaggio all'ATM

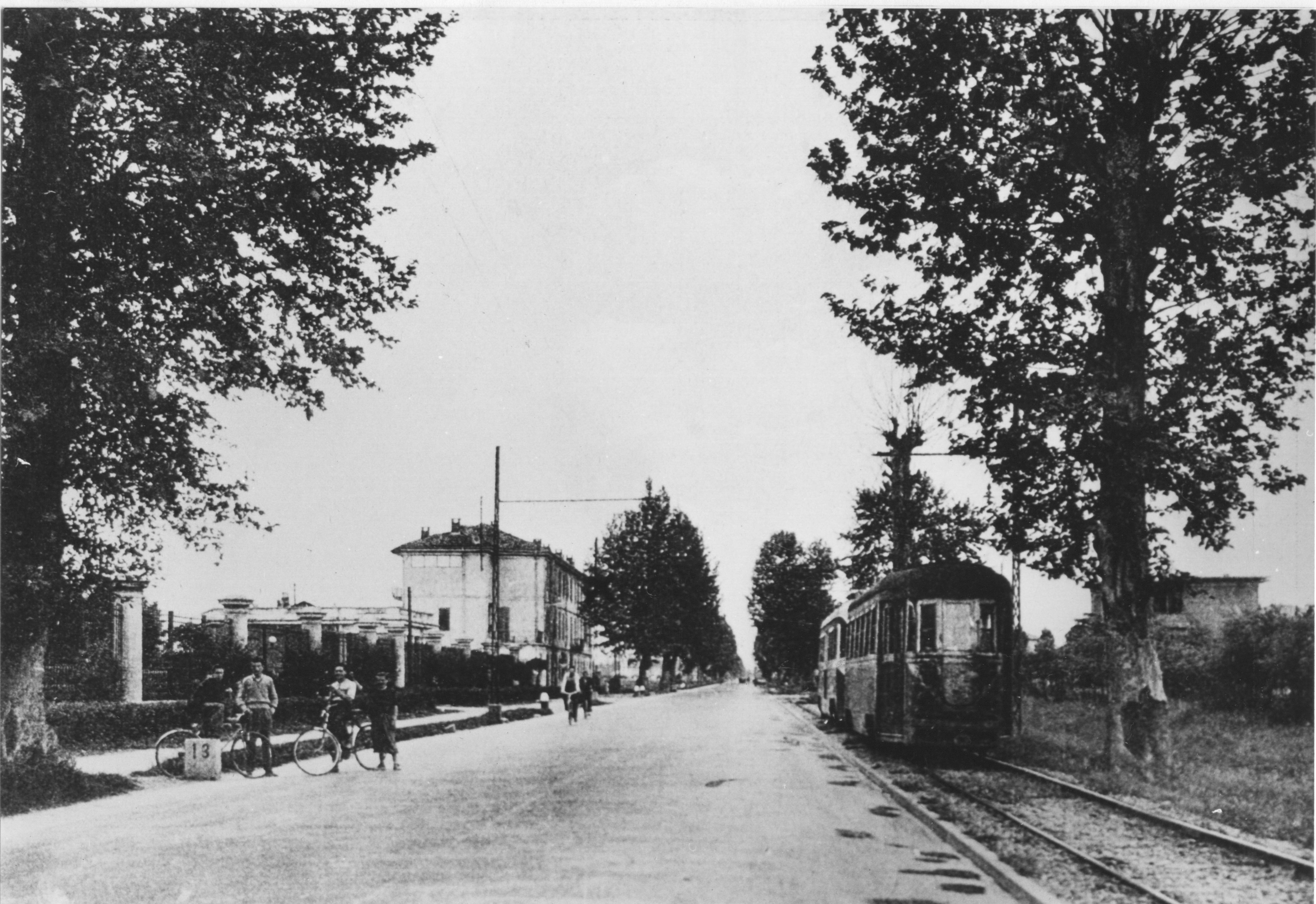
La fermata di San Fruttuoso nel 1940

Il 1º luglio 1939, la concessione della tranvia interurbana e delle sue diramazioni passò all'ATM di Milano a seguito del cosiddetto "Atto Rivolta" e dell'intenzione della municipalizzata milanese di razionalizzare il servizio tranviario urbano ed interurbano.
La seconda guerra mondiale procrastinò il progetto che fu quindi perseguito negli anni cinquanta. Per quanto riguarda la Milano-Monza, l'ATM predispose la sua sostituzione con una metropolitana, la linea 1, che avrebbe percorso sottoterra lo stesso tragitto della tranvia tra Porta Venezia e Sesto Marelli, e da servizi autobus per coprire il restante tracciato. Si procedette alla progressiva dismissione dei diversi servizi presenti sulla linea a cominciare dal servizio diretto via San Fruttuoso (1953), da quello vicinale per la Bicocca via Torretta e Sesto e da quello urbano monzese, entrambi nel 1956. Durante lo stesso 1956 fu attivata la "Celere": il servizio automobilistico fra Monza e piazzale Cadorna di Milano.
Nel 1957, fu soppresso il servizio sulla Milano-Cinisello. A partire dal 2 marzo 1958, parte dei percorsi di questa tranvia e della diramazione Torretta-Sesto furono reimpiegati proprio dalla Milano-Monza allo scopo di mantenerne l'esercizio nel periodo in cui il tronco tra Porta Venezia e Sesto era coinvolto dai cantieri della metropolitana. Il nuovo capolinea fu posto presso piazza IV Novembre: da quel punto, il tram proseguiva in senso ascendente lungo via Ponte Seveso e si immetteva sul vecchio tracciato della linea per Cinisello che veniva impiegato fino a Torretta, dove poi veniva instradato sulla diramazione per giungere a Sesto Rondò e quindi tornare sulla vecchia sede. Il previsto incremento di traffico fece propendere per un raddoppio di binario della "Cinisello", tra viale Sarca e Sesto Rondò, e per la costruzione di una derivazione, che i tram avrebbero percorso in senso discendente, lungo viale Sarca, a meridione di via Pulci, e lungo via Arbe. Assieme all'attivazione della variante fu soppresso il servizio vicinale fra Milano e Sesto Cancelli.
Il 1º novembre 1964 fu aperta la linea 1 della metropolitana che progressivamente assorbì gran parte del traffico passeggeri della tranvia. L'ATM decise quindi di chiuderne l'esercizio sostituendo il tratto Sesto Marelli-Monza con un servizio coperto da autobus articolati. L'ultimo giorno di attività fu il 2 ottobre 1966.

## Caratteristiche
| Unknown route-map component "d" |  | Unknown route-map component "uexKBHFa" |  |  |

| Unknown route-map component "d" |  | Unknown route-map component "uexBHF" |  |  |

| Unknown route-map component "d" | Unknown route-map component "uexCONTgq" | Unknown route-map component "uexABZg+r" |  |  |

| Unknown route-map component "d" |  | Unknown route-map component "uexABZg+l" | Unknown route-map component "uexBHFq" | Unknown route-map component "uexSTR+r" |

| Unknown route-map component "d" |  | Unknown route-map component "uexBHF" |  | Unused straight waterway |

| Unknown route-map component "d" |  | Unknown route-map component "uexABZg+l" | Unused transverse waterway | Unknown route-map component "uexSTRr" |

| Unknown route-map component "d" |  | Unknown route-map component "uexHST" |  |  |

| Unknown route-map component "d" |  | Unknown route-map component "uexBHF" |  |  |

| Unknown route-map component "d" | Unknown route-map component "uexCONTgq" | Unknown route-map component "uexABZgr" |  |  |

| Unknown route-map component "d" |  | Unknown route-map component "uexBHF" |  |  |

| Unknown route-map component "d" |  | Unknown route-map component "uexBHF" |  |  |

| Unknown route-map component "d" |  | Unknown route-map component "uexABZgl" | Unknown route-map component "uexSTR+r" |  |

| Unknown route-map component "d" |  | Unknown route-map component "uexBHF" | Unused straight waterway |  |

| Unknown route-map component "d" |  | Unused straight waterway | Unused straight waterway |  |

| Unknown route-map component "d" | Unknown route-map component "CONTgq" | Unknown route-map component "uxmKRZ" | Unknown route-map component "uxmKRZo" | Unknown route-map component "CONTfq" |

| Unknown route-map component "d" |  | Unused straight waterway | Unknown route-map component "uexABZg+l" | Unknown route-map component "uexCONTfq" |

| Unknown route-map component "d" |  | Unknown route-map component "uexABZg+l" | Unknown route-map component "uexSTRr" |  |

| Unknown route-map component "d" |  | Unknown route-map component "uexBHF" |  |  |

| Unknown route-map component "d" |  | Unknown route-map component "uexABZgl" | Unknown route-map component "uexSTR+r" |  |

| Unknown route-map component "d" |  | Unknown route-map component "uexBHF" | Unused straight waterway |  |

| Unknown route-map component "d" |  | Unused straight waterway | Unknown route-map component "uexHST" |  |

| Unknown route-map component "d" |  | Unused straight waterway | Unknown route-map component "uexHST" |  |

| Unknown route-map component "d" |  | Unknown route-map component "uexBHF" | Unused straight waterway |  |

| Unknown route-map component "d" |  | Unused straight waterway | Unknown route-map component "uexHST" |  |

| Unknown route-map component "d" |  | Unknown route-map component "uexBHF" | Unused straight waterway |  |

| Unknown route-map component "d" |  | Unknown route-map component "uexBHF" | Unused straight waterway |  |

| Unknown route-map component "d" |  | Unknown route-map component "uexABZgl" | Unknown route-map component "uexABZg+r" |  |

| Unknown route-map component "d" |  | Unknown route-map component "uexBHF" | Unused straight waterway |  |

| Unknown route-map component "d" |  | Unused straight waterway | Unknown route-map component "uexBHF" |  |

| Unknown route-map component "d" |  | Unknown route-map component "uexABZg+l" | Unknown route-map component "uexSTRr" |  |

| Unknown route-map component "d" |  | Unknown route-map component "uexABZg+l" | Unknown route-map component "uexCONTfq" |  |

| Unknown route-map component "d" |  | Unknown route-map component "uexBHF" |  |  |

| Unknown route-map component "d" |  | Unused urban continuation forward |  |  |

La linea era una tranvia interurbana a scartamento ordinario di 1445 mm.
Al momento dell'inaugurazione, la lunghezza della linea originaria, concepita per la trazione a cavalli, risultava di 13,630 km. Quando il capolinea milanese fu spostato da Piazzale Venezia a Piazza San Babila (1877), essa salì fino a 14,560 km, per poi crescere fino a 14,9 km quando anche il capolinea monzese fu spostato all'Arengario.
L'elettrificazione avvenne al valore di 600 volt in corrente continua. La linea aerea era composta da un filo di contatto con sezione di 100 mm². Nelle aree urbane, questo fu sostenuto da una sospensione trasversale ancorata ai muri portanti delle abitazioni, mentre in quelle extraurbane furono utilizzati gli alberi o pali in legno e in traliccio con una mensola metallica di sostegno. L'alimentazione fu garantita dalle sottostazioni della rete urbana e dalla sottostazione di Sesto San Giovanni, costruita appositamente dalla Edison, e che impiegava un convertitore della General Electric di 1000 kVA.

### Percorso

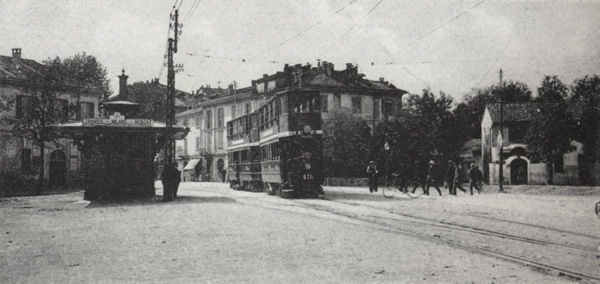
Tram al rondò di Sesto San Giovanni

Il tracciato era a semplice binario per tutto il percorso con undici raddoppi per gli incroci e precedenze; quello presente a Sesto San Giovanni fungeva da punto di scambio degli equipaggi. Dopo l'inaugurazione della tranvia Milano-Gorgonzola-Vaprio (1878), il tracciato in comune lungo via Buenos Aires fu raddoppiato.
Il tronco dal capolinea milanese fino a Piazzale Loreto era in origine dotato di rotaie Marseillon lunghe 6 m e pesanti 14,1 kg/m, le principali, e 10,9 kg/m, le controrotaie. In corrispondenza di alcuni deviatoi e del passaggio presso la Barriera di Porta Venezia furono invece utilizzate rotaie del tipo "a canale" su supporto continuo, molto simili alle attuali Phoenix. Le traverse erano di rovere e posizionate ogni 1,5 m. Nel tratto oltre piazzale Loreto, invece, furono applicate rotaie di tipo Marteau lunghe dai 4,5 ai 6 m, pesanti 14,5 kg/m e poggianti su traverse in rovere posto a un metro di distanza tra loro. Sul finire dell'Ottocento le Marteau furono sostituite da Vignoles da 17,6 kg/m.
Il tracciato della linea elettrificata risultava allungato a circa 17,1 km: il capolinea milanese della linea elettrificata fu posto in Piazza Duomo, mentre quello monzese al Regio Parco. Nel 1910, quello di Milano fu poi arretrato a Porta Venezia riducendo la lunghezza della linea a circa 15,5 km.
Nei primi due decenni del XX secolo l'intera linea fu progressivamente raddoppiata per far fronte alle esigenze di traffico. In seguito all'acquisizione della stessa da parte della STEL, si procedette alla sua ricostruzione a doppio binario, in gran parte su sede riservata protetta da marciatram. Rimasero alcuni tronchi a binario singolo per esigenze di spazio, mentre sul tracciato presso il cavalcaferrovia della Milano-Chiasso furono utilizzati binari compenetrati. La diramazione Sesto-Robecco-San Fruttuoso-Monza fu realizzata a binario semplice, priva di raddoppi di sosta; la sede era su marciatram fra Sesto e via Cavallotti a Monza, mentre la restante parte di tracciato era in sede promiscua.
in seguito alle modifiche di tracciato contestuali all'elettrificazione la linea venne riarmata con rotaie di tipo Phoenix nei tratti a sede promiscua e di tipo Vignoles in quelli a sede riservata. Il peso per metro lineare di queste ultime fu di 25 kg. Dopo la ristrutturazione della STEL furono impiegate Phoenix da 48,7 kg/m e cinque tipi di Vignoles, differenti tra loro per il peso a metro lineare: da 25 kg, 27,7 kg, 28,3 kg, 30 kg e 36 kg.

### Percorso via Torretta (1958 - 1966)
| Unknown route-map component "uexKBHFa" |

| Unknown route-map component "uexHST" |

| Unknown route-map component "uexABZgl" | Unknown route-map component "uexSTR+r" |

| Unused straight waterway | Unknown route-map component "uexHST" |

| Unknown route-map component "uexHST" | Unused straight waterway |

| Unknown route-map component "CONTgq" | Unused waterway under railway bridge | Unused waterway under railway bridge | Unknown route-map component "CONTfq" |

| Unknown route-map component "uexABZg+l" | Unknown route-map component "uexSTRr" |

| Unknown route-map component "uexBHF" |

| Unknown route-map component "uexBHF" |

| Unknown route-map component "uexABZgl" | Unknown route-map component "uexCONTfq" |

| Unknown route-map component "uexCONTgq" | Unknown route-map component "uexABZg+r" |  |  |

| Unknown route-map component "uexBHF" |

| Unknown route-map component "uexBHF" |

| Unknown route-map component "uexBHF" |

| Unknown route-map component "uexBHF" |

| Unknown route-map component "uexBHF" |

| Unknown route-map component "uexBHF" |

| Unknown route-map component "uexBHF" |

| Unused urban continuation forward |

## Materiale rotabile
In considerazione degli elevati carichi di utenza registrati fin dall'avvio del servizio, proprio la tranvia per Monza si avvalse sotto la gestione Edison di caratteristici tram a due piani che costituivano le serie 405-414, parzialmente trasformati durante l'esercizio della STEL che vedeva l'impiego delle vetture 424-433.
Nel tempo a tali tram si succedettero altri vetture, fino alla cessazione del servizio che vide in ultimo l'impiego dei gruppi ATM 124-128 e 130-139.